# Mittenpunkt
Der Mittenpunkt (nicht zu verwechseln mit Mittelpunkt) ist einer der besonderen Punkte eines Dreiecks. Man erhält ihn dadurch, dass man die Mittelpunkte der drei Ankreise des gegebenen Dreiecks mit den zugehörigen Seitenmittelpunkten verbindet. Die so entstandenen Verbindungsgeraden schneiden sich im Mittenpunkt. Bewiesen wurde diese Eigenschaft 1836 von dem deutschen Mathematiker Christian Heinrich von Nagel.

Dreieck ABC mit Mittenpunkt M (rot), Seitenmittelpunkten (M_{a}, M_{b}, M_{c}) und Ankreismittelpunkten (J_{A}, J_{B}, J_{C})

## Eigenschaften
- Der Mittenpunkt ist zugleich der Lemoine-Punkt des Dreiecks, das durch die drei Ankreismittelpunkte bestimmt ist.[1]
- Der Mittenpunkt liegt mit dem Inkreismittelpunkt und dem Lemoine-Punkt auf einer Geraden.[1]
- Der Mittenpunkt liegt mit dem Schwerpunkt und dem Gergonne-Punkt auf einer Geraden.[1]
- Der Mittenpunkt liegt mit dem Höhenschnittpunkt und dem Spieker-Punkt auf einer Geraden.[1]
- Der Mittenpunkt ist der Mittelpunkt der Mandart-Inellipse.[1]

## Koordinaten
Die trilinearen Koordinaten des Mittenpunkts ({\displaystyle X_{9}}) sind (gleichwertig)
{\displaystyle (b+c-a)\,:\,(c+a-b)\,:\,(a+b-c)} oder
{\displaystyle \cot {\frac {\alpha }{2}}\,:\,\cot {\frac {\beta }{2}}\,:\,\cot {\frac {\gamma }{2}}}.
Die baryzentrischen Koordinaten sind (gleichwertig)
{\displaystyle a(b+c-a)\,:\,b(c+a-b)\,:\,c(a+b-c)} oder
{\displaystyle (1+\cos \alpha ):(1+\cos \beta ):(1+\cos \gamma )}.
Dabei sind {\displaystyle a,b,c} die Seitenlängen des Dreiecks und {\displaystyle \alpha ,\beta ,\gamma } die Größen der Innenwinkel.